# 비너스 익스프레스
비너스 익스프레스호(영어: Venus Express, VEX)는 유럽 우주국(ESA)이 2005년 11월 9일 발사한 유럽 최초의 금성 탐사선이다.
2005년 11월 9일 카자흐스탄의 바이코누르 우주 기지에서 발사되었다. 미국 항공우주국(NASA)이 발사한 마젤란호가 금성 대기권에서 추락한 뒤 12년 만에 처음 금성 탐사만을 위해 발사된 우주선이다.
비너스 익스프레스호는 금성의 온실 효과를 규명하고자 발사되었다. 금성의 대기 온도는 평균 476도로 태양계에서 가장 뜨거우며, 두꺼운 층의 대기로 덮여 있고, 지표면 기압도 지구의 90배에 달한다. 금성과 지구는 크기와 부피가 비슷하지만, 기후는 완전히 다르기 때문에 두 행성이 어느 때부터 극명하게 달라졌는지를 아는 게 지구의 미래를 유추해 볼 수 있는 단서가 될 것이다.
비너스 익스프레스호는 5개월간의 비행을 한 후 2006년 4월 11일 금성 궤도에 진입하였고, 4월 12일 금성의 남극 지대를 적외선 촬영한 사진을 처음으로 전송하였다.

## 같이 보기
- 우주 탐사
- 우주망원경
- 우주 탐사선